# قورباغه‌های زهرآگین بندانگشتی
قورباغه‌های زهرآگین بندانگشتی (نام علمی: Ranitomeya) یک سرده از قورباغه‌های زهرآگین است که در پاناما و آمریکای جنوبی از جنوب تا پرو و برزیل و احتمالاً در بولیوی یافت می‌شود.
بسیاری از گونه‌های Ranitomeya با نابودی زیستگاه و جمع‌آوری برای تجارت حیوانات خانگی تهدید می‌شوند.